# Lázy (Loučka)
Lázy (deutsch Lase, 1939–1945 Laas) ist ein Ortsteil der Gemeinde Loučka in Tschechien. Er liegt zehn Kilometer südwestlich von Valašské Meziříčí und gehört zum Okres Vsetín.

## Geographie
Die Streusiedlung Lázy befindet sich auf einem Höhenrücken der Hostýnské vrchy. Nordöstlich erheben sich der Kuželek (568 m) und die Čarabovská (569 m), im Osten die Stanišová (544 m), südlich die Ojičná (648 m) und Háje (665 m), im Westen der Křibec (659 m) und Čertův kámen (612 m) sowie nordwestlich die Skalka (480 m). Die Hänge um Lázy bilden das Quellgebiet zahlreicher Bäche, die das Gebirge in alle Himmelsrichtungen entwässern; westlich des Dorfes entspringt der Podolský potok, nördlich die Kozara, östlich die Mikulůvka, im Süden die Kateřinka, südwestlich der Hrabovský potok.
Nachbarorte sind Podolí, Vrchovec,  Police und Branky im Norden, Na Potoce, Oznice, Lipí und U Plšků im Nordosten, Čarabovská, U Vrzalů, Mikulůvka, U Horních Zemanů und U Mikšů im Osten, Ve Vlčí im Südosten, Kamasi, U Krajčů, Požařiska, Kateřinice, Končiny und Koliby im Süden, Košovy, Soutěska und Paseky im Südwesten, Polomsko,  Rajnochovice und Podhradní Lhota im Westen sowie Komárno und Loučka im Nordwesten.

## Geschichte
Der Ort entstand in der Mitte des 18. Jahrhunderts als Ansiedlung von Pasekaren um einen Herrenhof der Herrschaft Loučka an einem von Podolí steil ansteigenden Passweg über den Kamm der Hostýnské vrchy. Die erste schriftliche Erwähnung von Laze erfolgte im Jahre 1763. Die Bewohner des Dorfes lebten von der Weidewirtschaft und der Arbeit im Forst. Im Jahre 1846 wurde der Ort als Laže bezeichnet. Bis 1849 blieb Laže immer zur Herrschaft Laucžka untertänig und gehörte zum Prerauer Kreis.
Nach der Aufhebung der Patrimonialherrschaften bildete Laže ab 1850 eine Gemeinde in der Bezirkshauptmannschaft Valašské Meziříčí. 1854 entstand eine Steingutmanufaktur, die bis 1900 produzierte. Der Großgrundbesitz Laucžka wurde 1871 aus dem bischöflichen Lehnsverbund gelöscht. Ab 1872 führte das Dorf wieder den Namen Laze und ab 1893 wurde die Gemeinde als Láze bezeichnet. Der heutige Ortsname Lázy wurde 1924 eingeführt. Die Bezirksstraße von Loučka über Podolí nach Lázy wurde 1905 fertiggestellt. Im Jahre 1918 erwarb Tomáš Baťa die Güter, ihm folgte ab 1933 seine Witwe Marie Baťová. Nach der Aufhebung des Okres Valašské Meziříčí wurde Lázy 1960 dem Okres Vsetín zugeordnet. 1980 wurde Lázy zusammen mit Podolí nach Loučka eingemeindet. Im Jahre 1991 hatte Lázy 84 Einwohner. Beim Zensus von 2001 wurden 45 Wohnhäuser mit 76 Bewohnern gezählt. Lázy ist heute vor allem ein Erholungsort. Von der Ansiedlung bietet sich eine weite Aussicht über die Kelčská pahorkatina bis ins Bečvatal.

## Sehenswürdigkeiten
- Gezimmerter walachischer Glockenturm aus dem Jahre 1848
- Geschützte Linde